# Бек Ріппон
Бек Ріппон  (англ. Bec Rippon, 26 грудня 1978) — австралійська ватерполістка, олімпійська медалістка. Сестра  Мел Ріппон, зведена сестра Кейт Джинтер.

## Виступи на Олімпіадах
| Олімпіада  | Дисципліна | Місце |
| ---------- | ---------- | ----- |
| Афіни 2004 | водне поло | 4     |
| Пекін 2008 | водне поло | 3     |